# Каноническое коммутационное соотношение
Канони́ческое коммутацио́нное соотноше́ние — в квантовой механике это соотношение между канонически сопряжёнными операторами, то есть операторами физических величин, являющимися дуальными относительно преобразования Фурье.
Например, каноническое коммутационное соотношение для оператора координаты частицы {\displaystyle {\hat {x}}} и оператора проекции её импульса на ось x {\displaystyle {\hat {p}}_{x}} имеет вид:
{\displaystyle [{\hat {x}},{\hat {p}}_{x}]=i\hbar }
где квадратными скобками обозначен коммутатор:
{\displaystyle [{\hat {x}},{\hat {p}}_{x}]={\hat {x}}{\hat {p}}_{x}-{\hat {p}}_{x}{\hat {x}}}
Из этого соотношения следует, в частности, принцип неопределённости Гейзенберга.